# Castello di Nakatsu
Il Castello di Nakatsu è un castello giapponese situato nell'omonima città della prefettura di Ōita. Insieme ai castelli di Takamatsu e di Imabari è chiamato castello Mizujiro (acqua).

## Storia

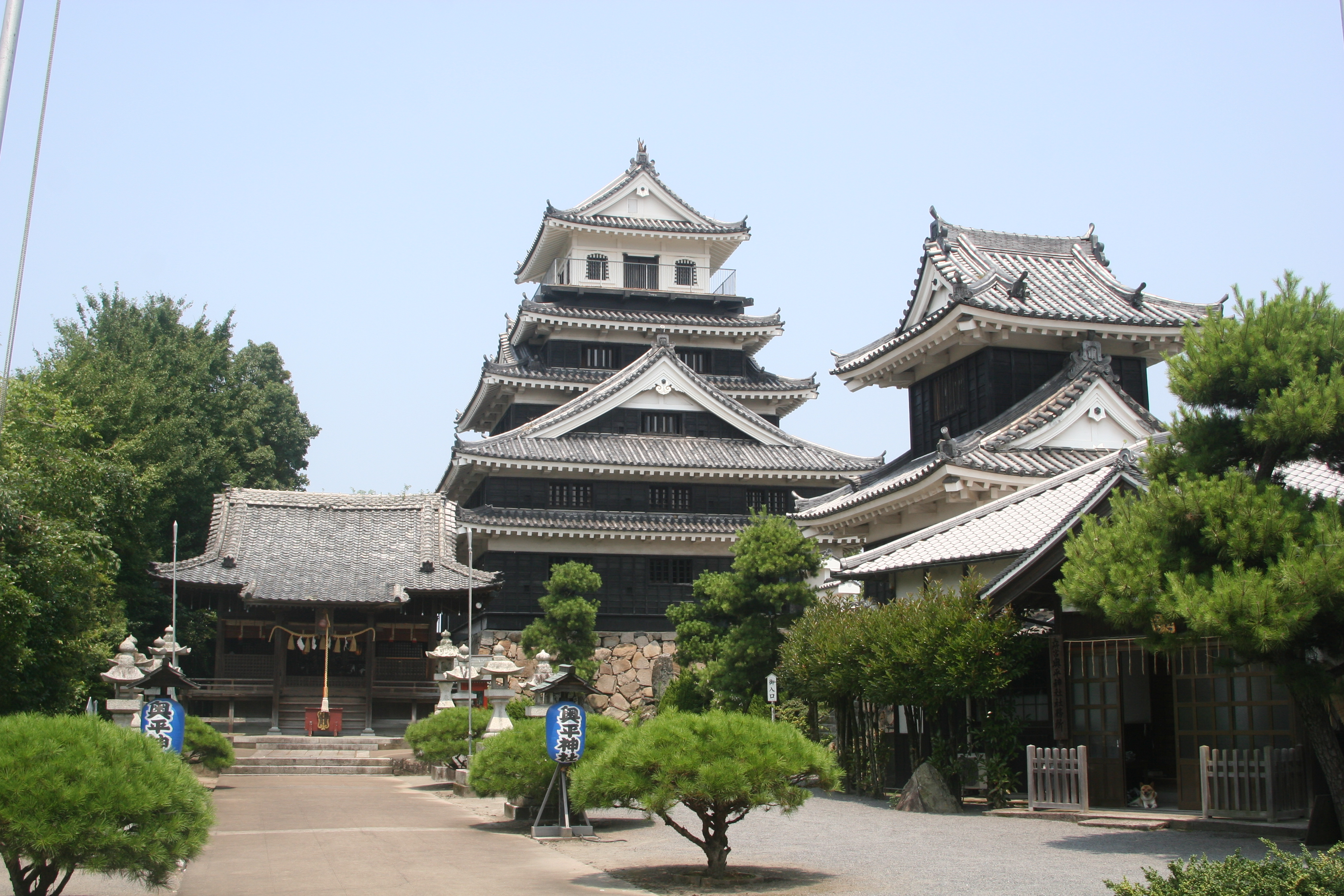
Castello visto dal cortile

La costruzione del castello fu iniziata nel 1587 da Kuroda Yoshitaka, ma in seguito alla battaglia di Sekigahara gli fu assegnato un più grande castello a Fukuoka, mentre il castello di Nakatsu fu ultimato da Hosokawa Tadaoki, che costruì anche il castello di Kokura. Nel 1632 il castello passò al clan Ogasawara, sotto il quale rimase fino al 1717, quando passò agli Okudaira. Rimase sotto di essi fino all'abbandono del castello avvenuto nel 1871, in seguito all'abolizione degli shogunati nel periodo Meiji. Il castello venne bruciato nel 1877 da alcuni samurai locali durante la ribellione di Satsuma e la ricostruzione avvenne solo nel 1964. Il maschio, in cemento armato e con 5 piani, venne però ricostruito su modello del castello di Hagi per la mancanza di immagini del castello originale. Oggi il castello ospita un museo e si può godere di una vista panoramica dalla sommità del maschio.